# Baliwag
Baliwag est une municipalité de la province de Bulacan, aux Philippines. D’après le recensement de 2015, la population compte 149, 954 personnes.